# Zentrales Knochenmarkspender-Register Deutschland
Die Aufgabe des ZKRD Zentrales Knochenmarkspender-Register für die Bundesrepublik Deutschland gemeinnützige GmbH mit Sitz in Ulm ist die zentrale und anonymisierte Verwaltung aller Daten, die innerhalb der einzelnen Spenderdateien in Deutschland erhoben werden, um die Suche nach potentiellen Stammzellspendern zu ermöglichen.
Zu diesen Knochenmarkspenderdateien zählen (um nur die wichtigsten zu nennen):
- die Bayerische Knochenmark- und Stammzellspenderdatei der Aktion Knochenmarkspende Bayern (AKB)
- die Deutsche Knochenmarkspenderdatei (DKMS) in Tübingen
- das Knochenmark-Stammzell-Spenderzentrum Ulm
- die Knochenmarkspenderzentrale Düsseldorf des Universitätsklinikums Düsseldorf
- die Norddeutsche Knochenmark- und Stammzellspenderregister gGmbH
- die Stefan-Morsch-Stiftung in Birkenfeld
- die Westdeutsche SpenderZentrale (WSZE) des Universitätsklinikums Essen und des DRK-Blutspendedienstes West

Alle dazu relevanten Kriterien werden laufend aktualisiert und mit internationalen Partnerorganisationen abgeglichen. An jene leitet die ZKRD auch Suchanfragen für deutsche Patienten weiter. Die Arbeit des ZKRD ordnet sich in internationale Netzwerke ein wie das European Marrow Donor Information System (EMDIS) und die World Marrow Donor Association (WMDA).
Die ZKRD ist eine 100%ige Tochtergesellschaft des DRK-Blutspendedienstes Baden-Württemberg – Hessen.

## Weblink
- Offizielle Website